# Piórosz
Piórosz (Ptilium De Not.) – rodzaj mchu należący do rodziny rokietkowatych (Hypnaceae).

## Systematyka
Gatunki:
- Ptilium crista-castrensis (Hedw.) De Not. – piórosz pierzasty
- Ptilium orthothecium Thér.

## Zagrożenia i ochrona
Gatunek piórosz pierzasty od 2001 r. jest objęty w Polsce częściową ochroną, obecnie na podstawie Rozporządzenia Ministra Środowiska z dnia 9 października 2014 r. w sprawie ochrony gatunkowej roślin.